# NGC 1690
NGC 1690 é uma galáxia elíptica (E?) localizada na direcção da constelação de Orion. Possui uma declinação de +01° 38' 26" e uma ascensão recta de 4 horas, 54 minutos e 19,3 segundos.
A galáxia NGC 1690 foi descoberta em 13 de Março de 1831 por John Herschel.